# Rhys Norrington-Davies
Rhys Llewelyn Norrington-Davies (* 22. April 1999 in Riad, Saudi-Arabien) ist ein walisisch-saudi-arabischer Fußballspieler. Der linke Verteidiger spielt seit 2019 für die A-Mannschaft von Sheffield United.

## Karriere

### Verein
Norrington-Davies spielte in seiner Jugend für Aberystwyth Town und Swansea City. 2017 wechselte er zur U23 von Sheffield United. Im Januar 2018 stand er erstmals im Kader der A-Mannschaft, kam aber nicht zum Einsatz. Um Spielpraxis zu sammeln wurde der Verteidiger im September 2018 bis zum Saisonende an den Fünftligisten AFC Barrow verliehen. Dort war er auf Anhieb Stammspieler und konnte 28 Spiele bestreiten, 27 hiervon über die volle Distanz. Nach Ablauf der Leihe kehrte er für einen Monat nach Sheffield zurück, bevor er erneut ausgeliehen wurde – dieses Mal für ein Jahr an AFC Rochdale. Auch beim Drittligisten avancierte er unmittelbar zum Stammspieler. Neben 27 Ligaspielen absolvierte der Waliser unter anderem auch zwei Spiele im EFL Cup, wo die Mannschaft gegen Manchester United erst im Elfmeterschießen ausschied. Im September 2020 folgte eine weitere Leihe. Für Luton Town stand er in 18 Spielen in der EFL Championship auf dem Feld. Zu Beginn wurde er hier erneut als Stammkraft eingesetzt, im Dezember verringerte sich seine Einsatzzeit. Im Januar 2021 entschloss sich der Spieler seine eigentlich bis Ende der Saison laufende Leihe vorzeitig zu beenden, um zum Ligakonkurrenten Stoke City wechseln zu können. Auch für den Verein aus Stoke-on-Trent spielte der linke Verteidiger auf Leihbasis. In der Restsaison war er in jedem Spiel im Einsatz, unterbrochen von einer Rotsperre für drei Spiele. Nach Ende der Spielzeit kehrte er zu Sheffield United zurück. Dort stand er zunächst nicht auf dem Platz, am vierten Spieltag gab er dann aber sein Debüt. Zwischen Oktober und Januar des folgenden Jahres war er aufgrund von Sprunggelenksproblemen nicht Teil des Kaders.

### Nationalmannschaft
Norrington-Davies absolvierte zwischen 2017 und 2019 vier Spiele für die walisische U19 und 14 Partien für die U21. Im Oktober 2020 debütierte er für die A-Nationalmannschaft in dem UEFA-Nations-League-Spiel gegen Bulgarien. 2021 war er Teil des walisischen Kaders bei der Europameisterschaft, kam aber nicht zum Einsatz.